# Maculiphora setifera
Maculiphora setifera är en tvåvingeart som beskrevs av Ronald Henry Lambert Disney 1991. Maculiphora setifera ingår i släktet Maculiphora och familjen puckelflugor.
Artens utbredningsområde är Filippinerna. Inga underarter finns listade i Catalogue of Life.